# Tanveer Gill
Tanveer Gill (* 25. Januar 1982) ist ein indischer Badmintonspieler. 

## Karriere
Tanveer Gill siegte bei den Bahrain International 2012 im Mixed mit Mohita Sahdev. Im Doppel wurde er bei derselben Veranstaltung Dritter gemeinsam mit Mayank Behal. Beim India Open Grand Prix Gold 2012, der India Super Series 2013 und dem India Open Grand Prix Gold 2015 schied er dagegen jeweils in der ersten Runde des Hauptfeldes aus.